# Dornier Libelle
Dornier Libelle («бабка»), також Do A — німецький летючий човен, моноплан з крилом типу «парасоль» та відкритою кабіною пілота. Конструкція переважно металева, з частковим тканинним обтягуванням крил.

## Характеристики
Джерело 
Основні характеристики
- Екіпаж: 1
- Пасажири: 2
- Довжина: 7.18 м (23 фт 6.5 дм)
- Розмах крила: 8.5 м (27 фт 10.5 дм)
- Висота: 2.27  м (7 фт 5.25 дм)
- Площа крила: 14 м² (150.7 кв. фт)
- Маса порожнього: 400 кг (882 lb)
- Злітна маса: 650 кг (1,433 lb)
- Двигун: 1 × Радіальний Siemens-Halske Sh 4, 37-45 кВт (50-60 кс)

Льотні характеристики
- Максимальна швидкість: 120 км/год (75 миль/год)
- Практична стеля: 1,600 м (5,250 фт)